# Óscar Rodríguez Antequera
Óscar Rodríguez Antequera (Sevilla, 17 d'abril de 1980) és un exfutbolista andalús, que jugava com a defensa.

## Trajectòria
Sorgeix del planter del Sevilla FC. Després de passar dos anys a l'equip B, a la campanya 02/03 debuta amb el primer conjunt sevillista, tot jugant 17 partits a primera divisió, als quals hi seguirien d'altres 8 a la temporada següent.
Sense espai al Sevilla, el defensa passa pel Reial Valladolid i per Polideportivo Ejido, ambdós de Segona, amb poca fortuna (sols hi disputa 12 partits en total). A partir del 2007, la carrera de l'andalús continua en clubs de divisions inferiors: FC Cartagena (2007), Racing Portuense (07/08) i Écija Balompié (08/...).